# Mur du patrimoine

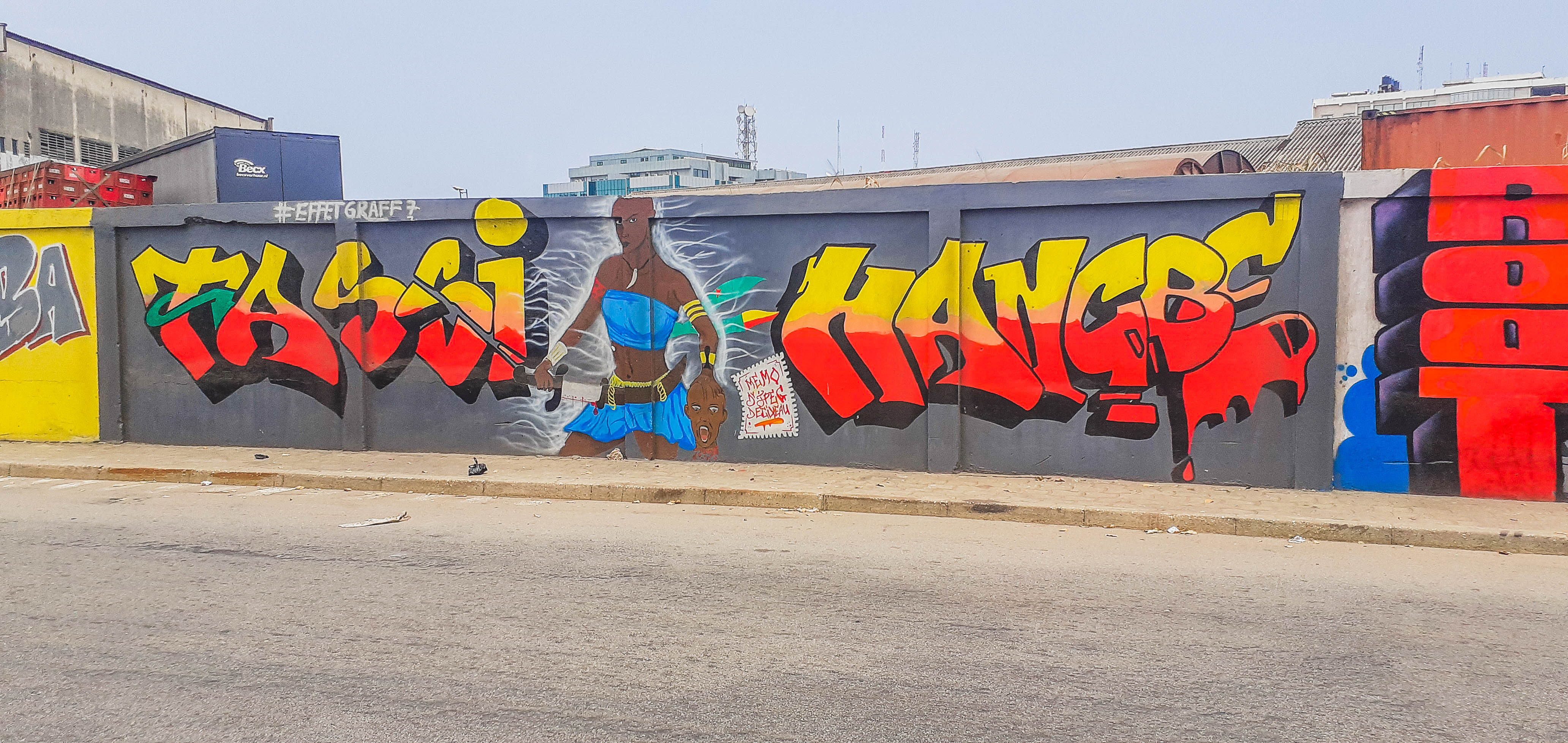
Mur du Patrimoine : Représentation de la Reine Tassi Hangbe, fondatrice du bataillon des Amazones du Dahomey.

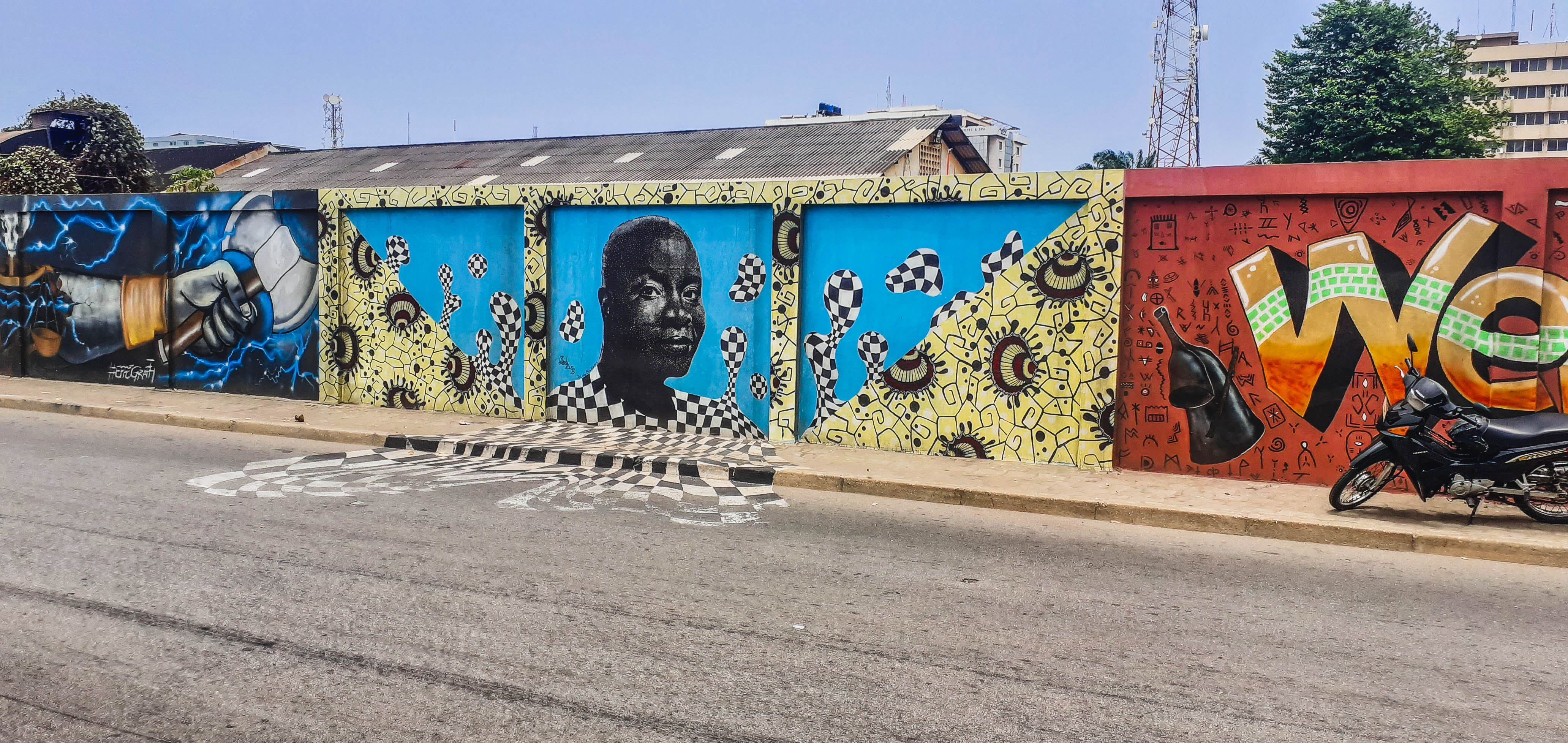
Mur du Patrimoine : fresque présentant le portrait de Angélique Kidjo chanteuse internationale

Le mur du patrimoine est un mur de graffitis situé au sud de la ville de Cotonou, département du Littoral au Bénin.

## Situation géographique
Le mur du patrimoine est localisé dans le quartier Dota à Zongo dans le 5ème Arrondissement de Cotonou,.

## Histoire
Ce patrimoine doit son histoire au talentueux artiste béninois Laurenson DJIHOUESSI qui a fait les premiers graffitis en 2013, sous l'égide de l’Association ASSART avant d'être revalorisé par le festival EFFET GRAFF en 2021 et a connu l'appui du gouvernement en place.

## Construction du mur
Le mur du patrimoine est un vestige des infrastructures de l'ancienne Organisation Commune Bénin Niger(OCBN) devenu par la suite BÉNIN RAIL.

### Record continental et mondial
Le mur du patrimoine au Bénin est connu pour être la plus longue fresque de graffitis d'Afrique. Il s'étend sur 940 mètres pour une superficie de près de 2000 m². Au niveau mondial, il reste le 3ème plus long derrière ceux des Émirats Arabes Unis (Dubai) et du Brésil.

### Contexte
C'est en 2021 qu'un groupe d'artistes du Bénin et du monde décident d'utiliser ce mur pour servir de support de graffitis afin de rendre hommage aux personnes ayant marqué le Bénin par leurs actes. Ces œuvres sont issues d'un collectif d'artistes qui se réunissent chaque année au cours d'un festival connu sous le nom de Festival Effet Graff. C'est sous le thème de Le Bénin et patrimoine potentiel que les artistes ont réalisé la septième édition du festival. Du 12 au 21 Février 2021, 24 artistes se sont plongés dans l'histoire du Bénin à travers l'art visuel en réalisant des illustrations et le portrait des personnages et symbols suivants,: 
1. Roi Béhanzin
2. la Récade
3. la Porte du non retour
4. les Egungun
5. Sagbohan Danialou
6. Angélique Kidjo
7. hommages aux amazones
8. la reine effacée Tassin Hangbé
9. les masques Gèlèdé
10. général Mathieu Kérékou
11. Marcelline Aboh